# Společnost Thule

Svastika, symbol skupiny

Společnost Thule (německy Thule-Gesellschaft, pravým jménem Studiengruppe für germanisches Altertum, doslovně česky „Studijní skupina pro germánský starověk“) byla německá skupina okultistů založená roku 1918 jakožto odnož ariosofické společnosti Germanenorden německým šlechticem Rudolfem von Sebottendorfem.
Zabývala se magií (silou Vril – všeprostupující energií, kterou může zasvěcenec ovládat pomocí magické hůlky), záležitostmi týkající se Atlantidy a runovou symbolikou. Sehrála podstatnou roli během období nacismu, existuje přímá souvislost mezi Thule a použitím symbolu svastiky jakožto hákového kříže NSDAP (svastika byla původně znakem této společnosti). Použití symbolů runové abecedy na uniformách příslušníků jednotky SS má patrně též spojitost s existencí skupiny Thule. Členy společnosti byli pozdější funkcionáři NSDAP Dietrich Eckart, Gottfried Feder, Hans Frank, Rudolf Hess a Alfred Rosenberg. Často se tvrdí, že samotný Hitler byl členem této společnosti, ale tyto informace jsou nepodložené.[zdroj?]
Samotné slovo Thule (řecky Θούλη, latinsky Thula) je název bájného severského ostrova, který je znám i jiným jménem – Hyperborea. Tento ostrov byl údajně objeven Pýthéem z Massilie v roce 300 před naším letopočtem. Z pohledu nacistické esoteriky byl ostrov Thule chápán jako místo, ze kterého vzešla árijská rasa.